# Martín Muñoz de la Dehesa
Martín Muñoz de la Dehesa é um município da Espanha na província de Segóvia, comunidade autónoma de Castela e Leão, de área 17,66 km² com população de 203 habitantes (2006) e densidade populacional de 10,61 hab/km².

## Demografia
| Variação demográfica do município entre 1991 e 2004 | Variação demográfica do município entre 1991 e 2004 | Variação demográfica do município entre 1991 e 2004 | Variação demográfica do município entre 1991 e 2004 |
| --------------------------------------------------- | --------------------------------------------------- | --------------------------------------------------- | --------------------------------------------------- |
| 1991                                                | 1996                                                | 2001                                                | 2004                                                |
| 183                                                 | 192                                                 | 199                                                 | 188                                                 |